# Сподній Слемен
Сподній Слемен (словен. Spodnji Slemen) — поселення в общині Селниця-об-Драві, Подравський регіон‎, Словенія.